# 59 Ursae Majoris
59 Ursae Majoris är en gulvit stjärna i huvudserien i stjärnbilden Stora björnen. Stjärnan har visuell magnitud +5,55 och är synlig för blotta ögat vid god seeing. Den ligger på ett avstånd av ungefär 150 ljusår.